# Romane
Romane (eigentlich Patrick Leguidecoq; * 1959 in Paris) ist ein französischer Jazzgitarrist in der Tradition Django Reinhardts. Er ist einer der zeitgenössischen Gitarristen, die den Gypsy-Jazz in Großbritannien und Nordamerika bekannt gemacht haben. In seinen Soli spielt er langsamer und weniger als die meisten anderen, hat aber nach Michael Dregni einen eigenen Stil entwickelt und ist auch als Komponist hervorgetreten.

## Leben und Wirken
Romane, dessen Vater und Großvater Gitarre spielten und ihn bei Spaziergängen an der Porte de Clignancourt mit der Musik Django Reinhardts vertraut machten, begann mit zwölf Jahren selbst mit dem Gitarrespielen. Er konnte als Jugendlicher mit Roma-Gitarristen wie Mondine Garcia und dessen Sohn Ninine Garcia, mit dem er sich befreundete, spielen. Später trat er mit Babik Reinhardt, Chet Atkins und James Carter auf. 1995 gründete er die Musikschule A.T.L.A in Paris, wo Gitarre in der Reinhardt-Tradition unterrichtet wird. Er ist in Frankreich auch als Lehrbuch-Autor bekannt (L´Esprit manouche, 2001 mit Derek Sebastian). Seit dem Jahr 2000 ist er auch als Produzent von Stochelo Rosenberg tätig, mit dem er auch im Duo als Gypsy Guitar Masters international auftritt. Er spielte auch mit Angelo Debarre und bildete mit diesem, Boulou und Elios Ferré das Quartett Django 100. Mit seinen Söhnen, den Gitarristen Pierre und Richard Manetti, hat er zwei Alben vorgelegt. Marcel Campion spielte mit ihm sein Album Copain Django ein.

## Preise und Auszeichnungen
Romane wurde 1997 mit dem Prix Sidney Bechet ausgezeichnet. 2013 erhielt er den Grand Prix jazz de la SACEM.

## Diskografische Hinweise
- Swing for Ninine (Kardum, 1992)[3]
- Ombre (1996)
- Elegance (mit Stochelo Rosenberg, 2000)
- Swing in Nashville (2003)
- Acoustic Spirit (2005)
- Double Jeu (Romane & Stochelo Rosenberg)
- Gypsy Guitar Masters (Romane & Stochelo Rosenberg, 2006)
- Pere et fils (Romane & Richard Manetti, 2007)
- Tribulations (Romane & Stochelo Rosenberg, 2010)
- Roots & Groove (2011)
- Romane, Pierre & Richard Manetti Guitar Family Connection (2013)